# 正法念處經
正法念處經（梵文：Saddharmasmṛty-upasthāna sūtra）為說一切有部或正量部所敷衍、集成之佛典，收入大正藏〈經集部〉。元魏時，由瞿曇般若流支在542年、543年譯為漢文，共70卷，有梵語本，亦有藏譯本。其內容解說五道輪迴之善惡業報，涵蓋相當多的阿毘達磨教相。其教理與說一切有部十分相似，也有些許差異處，可能屬於接近說一切有部的某一個部派或其分支。
本經有兩種晚出、受到大乘佛教教義潤飾的略集本，名為《妙法聖念處經》和《諸法集要經》。

## 概論
《正法念處經》解說十善業及十惡業，觀生死可厭。描述三惡道地獄、餓鬼、畜生（含龍、阿修羅），四天王天、忉利天、夜摩天等天道，最後闡述四大部洲的人道以及「身念處」的修行方法。

## 部派宗義
正法念處經所載之阿毘達磨教相：
記述五道「人、天、地獄、傍生、鬼」，劃分阿修羅為兩種，魔身餓鬼是鬼道，住須彌山大海底，與天相爭鬥的阿修羅是傍生。說一切有部《順正理論》主張五道，阿修羅只視為鬼道。南傳上座部《論事》主張五道，南傳上座部認為與忉利天鬥爭的阿修羅是天道，起尸阿修羅等墮苦處阿修羅是鬼道。正量部、大眾部、大乘佛教主張六道，別立阿修羅為一道。大乘佛教的《瑜伽師地論》則以阿修羅為天道。犢子部《三法度論》列出人、天、三惡道，未特別言及阿修羅，大毘婆沙論和大智度論稱犢子部亦主張六道。
記述了十七種中陰有。在部派佛教當中，中陰身為說一切有部和正量部的主張，分別說部、大眾部中的諸多部派反對中有學說。
記述了煖、頂、忍、世第一法的次第。在部派佛教當中，此為《大毘婆沙論》在見道位前所立的四善根位，源自說一切有部身論《發智論》和妙音（Ghoṣa，公元一、二世紀人物）。犢子部在見道位前，則是立忍、名、相、世第一法，分別說部和大眾部不作此說，而立「種性地法」。
記述了三無為法。在部派佛教當中，說一切有部、正量部及譬喻師立三無為，化地部和大眾部、一說部、說出世部、雞胤部等皆立九無為，有分別論者立四無為。南傳上座部只稱涅槃為無為，這繼承了《阿含》的說法。《舍利弗阿毗曇論》說到非聖七無為和法入九無為。《大毗婆沙論》和《論事》中，介紹各部派的無為論，關於無為，部派佛教的解釋莫衷一是。
誦九十八結使。據傳此為發智論主的創說，而為說一切有部、犢子部所採用。分別論者不做此說，以佛經只說隨眠有七種，此說非契經所說。
記述十大地法，以及依此展開的四十種心所法類型。在部派中，此為說一切有部的創說，而源自品類論，經部師室利邏多不承認十大地法，而只立受、想、思三種心所。以契經有說此文句，而十大地法為部派論師立說之故。南傳上座部《法集論》、法藏部的《舍利弗阿毘曇論》中，也散說心所法，而不用十大地法的方式分類。
記述十一種色法，以無表色為實法，立「法處所攝色」，這是說一切有部的主張。譬喻師說「諸所有色，皆五識身所依所緣」，所立色法，只有十色處——眼等五根，及色等五境。由於不立法處所攝色，認為無表色非實法。

## 考證
根據古代唯識學者的說法，正法念處經許「蛇眼聞聲」，此為正量部宗義，非屬大乘義。眾賢等師（迦濕彌羅國師）不誦此經。
水野弘元考究本經「心所法」分類，發現與說一切有部相近，都說四十心所法。而在心所法的列舉順序和細部項目、對布施的成立要件，皆和瞿沙（Ghoṣa）的甘露味論相當雷同。而推斷本經可能是由和瞿沙（健馱羅國師）有關係的人所作，或許是公元二世紀左右。《國譯一切經》的解題，則認為本經的成立比大毗婆沙論和龍樹的大智度論晚，當在公元五世紀末以後。
印順法師認為，由內容來說，除經中說色界二十一天，五淨居天外，每禪有四天，這與說一切有部不合外，其他的內容如阿修羅業果，沒有自成一品。又如經說十大地法，三無為法，十一種色法；十大地法，十大煩惱地法，十染汙地法，十大善地法的四十心所法分類；四諦十六行相，四加行道等說法，都與說一切有部雷同。可能是西北印度的學者，敷衍成如此龐大的部帙，在公元三、四世紀時集出。
Daniel Malinowski Stuart認為《正法念處經》的第一品〈十善業道品〉和第二品〈生死品〉為整部經文當中最先成立的部份，是經文的古層，並以此為基礎，逐漸增廣成包含許多說一切有部教理的龐大部帙，大約成立於公元150年到400年這段期間。其生死品為最古老的部份，也是整部經的核心，該品內容的前半部是中阿含經《分別六界經》的再製。由於經文處處強調瑜伽行地，編纂者很可能是瑜伽師，其經文維持著初期佛教以阿羅漢為修行目標的基調，但又潛藏了大乘佛教菩薩思想的原型。

## 註解
1. ↑  “敷衍”的本意爲敷陳衍生，即散播蔓延、傳播、陳述其義而引申的意思。